# 썬더볼 로빈
《썬더볼 로빈》 또는 《스타썬더볼》은 1989년에 TV도쿄에서 일본에서 방송된 애니메이션이다. 원제는 레슬러 군단 은하편 성전사 로빈주니어JR(일본어: レスラー軍団〈銀河編〉 聖戦士ロビンJr.)로 대한민국에서 1992년에 수입되어 홈비디오를 발매했그며, 1부는 썬더볼 로빈이고 2부는 스타썬더볼이며 3부는 스타썬더볼 G파워로 방영되었다. 총 50부작으로 방영됐으며 일부 왜색이 짙은편이 있는 곳은 대한민국에서 삭제되거나 편집되어 재작업을 한 뒤에 출시되었다. 끝없는 우주를 모험하며 로빈과 그의 친구들이 스타크루즈로 가는 것이며 스타크루즈호를 타고 여행가면서 결말의 최종회에서 스타크루즈를 찾고 행복한 결말을 맞이하는 내용이다.

## 등장인물
《썬더볼 로빈》의 등장인물은 다음과 같다.
- 로빈 갓 로빈주니어(일본어: ロビン・ゴッド・Jr.): 주인공. 아버지의 뜻을 받들어 친구들과 같이 스타크루즈로 모험을 떠난다. 로빈친구들중 가장 지도자를 맡으며 상당히 침착하고 냉정한 성격을 가진다. 필살기를 호출할땐 커다란 거인을 호출한다.

- 홍이: 창을 무기로 쓰며 필살기를 시전할땐 커다란 호랑이의 모습을 호출한다.

- 철민: 총을 무기로 쓰며 필살기를 시전할땐 커다란 피닉스형상의 거인을 호출한다.

- .모술: 검을 무기로 쓰고 필살기를 시전할땐 커다란 곰형상의 거인을 호출한다.

- .마리: 굉장히 큰 키를 가진 여성이다. 전투력은 없지만 로빈들에게 도움을 주며 1편이후로 로빈일행들의 편에 편입된다.

- .삐삐: 날개를 달고 삐삐하는 인물이다. 전투력은 없어도 소대원에 중요한 역할을 한다.

- 유미: 소대원의 일원이며 머리에 꽃을 달고있다.

- 성전사 로빈: 로빈주니어의 아버지로 아들을 애틋히 아끼는 부정(父情)을 보이며 항상 아들의 모험을 도와준다.